# Eduardo Zaplana Hernández-Soro
Eduardo Andrés Julio Zaplana Hernández-Soro (Cartagena, 3 april 1956) is een voormalig Spaans politicus van de conservatieve partij Partido Popular (PP). Eduardo Zaplana was burgemeester van Benidorm, president van de regio Valencia tussen 1995 en 2002, en minister van sociale zaken en werkgelegenheid tijdens de zevende legislatuur onder José María Aznar, tussen 2002 en 2004.
Na de parlementsverkiezingen van 2008 trekt Zaplana zich terug uit de politiek. Sindsdien is hij werkzaam geweest bij de Spaanse multinational Telefónica, maar dat bedrijf schorst hem als hij op 22 mei 2018 aan wordt geklaagd voor corruptie in de zaak-Erial en twee dagen later preventief gevangen wordt gezet. Zowel politieke mede- als tegenstanders riepen op de preventieve hechtenis te onderbreken om humanitaire redenen, aangezien Zaplana sinds 2015 lijdt aan leukemie. In februari 2019 werd hij weer op vrije voeten gesteld. In het gerechtelijke eindrapport wordt gesteld dat Zaplana 11.209.028 via Luxemburg naar eigen bankrekeningen heeft gesluisd, maar in de zaak is anno juni 2020 nog geen uitspraak gedaan. 
- Biblioteca Nacional de España: XX1166900
- Gemeinsame Normdatei: 124016146
- International Standard Name Identifier: 0000 0001 1684 1099
- Library of Congress Control Number: no2002064947
- Système universitaire de documentation: 069547998
- Virtual International Authority File: 90641150
- WorldCat: E39PBJrckCB9vVpwxTQPMcVDMP